# Матишеве (пристанційне селище)
Матишеве (рос. Матышево) — залізнична станція у Руднянському районі Волгоградської області Російської Федерації.
Населення становить 134 особи. Входить до складу муніципального утворення Матишевське сільське поселення.

## Історія
Населений пункт розташований у межах українського історичного та культурного регіону Жовтий Клин.
Згідно із законом від 21 грудня 2004 року № 968-ОД органом місцевого самоврядування є Матишевське сільське поселення.

## Населення
| 2010 |
| ---- |
| 134  |